# 吴隐
吴隐（1867年—1922年），原名金培，字石泉，后改字石潜，号潜泉，别署遯盦，斋号䉵籀簃、松竹堂，浙江绍兴人，中国篆刻家、书法家。

## 生平
吴隐出生于同治六年（1867年）农历六月。年少家贫，十几岁时到杭州的碑版铺上学习篆刻。闲暇时则与叶铭在戴熙之子戴用柏门下学习古文字，又购买金石拓本以自临习。吳隱而立之年时，曾作诗自况：“取将岁月等闲过，断碣残碑一室罗。金石能为臣刻画，随他刀笔汉肖何。”
光绪三十年（1904年），与王福庵、丁辅之、叶铭等人在西湖孤山创办西泠印社。吴隐在建社之初参与筹措，拓地经营，出力颇多，发挥了重要作用。印社自甲辰至甲寅十年间，募捐共有四次，吴隐共捐大洋四百九十元，是数量最多的一位。1913年，吴隐招邀同道入社，推举吴昌硕为西泠印社首任社长。吴昌硕得知吴隐与其妻孙锦（字织云）合制印泥，遂建议吴隐创办一个专门制造印泥的企业，以适应印社篆刻艺术发展的需要。同年，吴隐在上海创办一新社，仍名“西泠印社”，用来销售自己所制印泥，又经吴昌硕指导改进配方，选定色泽，1916年吴隐为自己所产印泥品种起名为“美丽朱砂印泥”，又以自己的号命名为“潜泉印泥”。此印泥以其质地浑厚，制作精细，“冬不凝冻，夏不透油”，获得印界称誉。后吴隐又增制“特制珍品朱砂印泥”、“精制上品朱磦印泥”。后吴隐利用售印所得余资搜集古代印玺、古今印谱以及陶、砖、古钱等金石墨本，编辑书籍并加以出版，先后出版《遯盦金石》《遯盦集古印存》《遯盦古陶存》《遯盦古砖存》《籑籀簃古玺选》《遯盦印学丛书》《遯盦金石丛书》等；又集古今名人楹联三百余家，缩刻成《古今楹联集成》。
吴隐曾在印社之西筑堂数楹，起名为“遯盦”，以祀吴氏先德，张祖翼为之题联“既遯世而无闷；发潜德之幽光”。又潴成一池，名为“潜泉”；在堂前筑一亭，名为“味印亭”。后吴隐将这些建筑都捐献给印社。壬戌四月因病去世，卒年五十六岁。

## 艺术特色与成就
吴隐的篆刻刻工稳朴茂见长。初宗浙法，后学吴昌硕“钝刀中锋”的篆刻方法，印风大变。其作品大多散佚，除自编《遯庵印存》外，其余不多见。吴隐曾书一联以自评：“冶铜刓石，拨蜡销金，解得汉人成印处；揉艾研砂，封泥署纸，流传谱录任君参。”
吴隐曾是浙江刻碑名手，省内各地留下不少碑刻。社址内明确是他刻的作品有两件，均在仰贤亭内。一为嵌于正面壁间的丁敬像，原作是扬为罗聘画，由丁辅之捐献印社。此石刻无落款，《西泠印社志稿》载“为吴石潜篆刻”。一为置于亭内石圆桌上的铭文，此物成于“宣统二年，王寿祺（王禔）三十五岁的篆书，丁仁撰铭，叶铭监造，吴隐刻石。”
吴隐对于印学最大的贡献，是编辑和出版了大量的优秀印谱，如《遯庵秦汉印选》《遯庵秦汉古铜印谱》《龙泓山人印谱》《秋景庵印谱》《吴让之印谱》《二金蝶堂印谱》等共计三十余种。

## 评价
- 吴昌硕《题遯盦画像》：“湖水萦纡天蔚蓝，禅通文字石同参。卅年印学窥奇特，敢与龙泓对座谈。”“印社闲居我不孤，肴陈彝鼎酌商觚。他年再涉西泠道，忍去寻碑倚酒瓿。”[1]

## 子嗣
吴隐有三子：长子早夭，二子吴幼潜，三子吴振平。